# Гандара-и-Наварро, Хосе де ла
Хосе де ла Гандара-и-Наварро (исп. José de la Gándara y Navarro; род. 15 октября 1820, Сарагоса, Испания — 1 сентября 1885, Биарриц, Франция) — губернатор Испанской Гвинеи в 1859—1862 годах.

## Биография
Гандара-и-Наварро поступил в военное училище юнкером в 1832 году, вступил в армию в 1834 году подпоручиком и до 1839 года служил в походе против карлистов, участвуя во всех сражениях. После этого он с отличием служил в колониях и, достигнув звания бригадного генерала, был назначен в 1857 году губернатором островов Фернандо-Поо и Аннобон-и-Кориско. В 1862 году он стал генерал-майором, а в ноябре того же года был назначен военным губернатором и главнокомандующим провинции Сантьяго-де-Куба. 
Восстание против испанского владычества в Санто-Доминго, аннексированном в 1861 году, началось в департаменте Сибао в феврале 1863 года; войска вскоре были вытеснены в прибрежные города, а внутренние города были отвоеваны у них. Гандара, не дожидаясь приказа правительства, отправил подкрепление своим товарищам на фрегате «Изабелла II», находившемся тогда в порту. После этого он получил приказ выступить со всеми силами, имевшимися в его распоряжении, на помощь главнокомандующему. Он высадился в Пуэрто-Плате 17 сентября 1863 года, отбросив повстанческие силы, а затем занял города Санто-Доминго и Сан-Кристобаль, последний после ряда кровавых столкновений с врагом, в 1864 году он был произведен в генерал-лейтенанты и назначен генерал-капитаном и главнокомандующим острова, и в том же году выиграл битву при Монте-Кристи. Временное правительство начало мирные переговоры, которые, однако, не привели к благоприятным результатам. Тем временем правительство страны решило отказаться от борьбы, и в мае 1865 года Гандара со своими войсками покинул остров.